# 7079 Baghdad
A 7079 Baghdad (ideiglenes jelöléssel 1986 RR) egy marsközeli kisbolygó. Eric Walter Elst és Violeta G. Ivanova fedezte fel 1986. szeptember 5-én.